# Glypta longispinis
Glypta longispinis är en stekelart som först beskrevs av Gmelin 1790.  Glypta longispinis ingår i släktet Glypta och familjen brokparasitsteklar. Utöver nominatformen finns också underarten G. l. nigrifemur.